# Wim Feldmann
Willem Eduard (Wim) Feldmann (Kimberley, 6 december 1930 – Amsterdam, 2 december 2016) was een Nederlands voetballer en cricketinternational.

## Loopbaan
Feldmann, zoon van een diamantslijper, was geboren in Zuid-Afrika waar hij de eerste twintig maanden van zijn leven doorbracht. Op 30 augustus 1932 keerde het gezin terug in Amsterdam waar hij opgroeide. 
In de oorlogsjaren begon hij met voetballen bij AFC en hij speelde vanaf 1943 cricket bij ACC. Al snel na de bevrijding kwam hij in het eerste seniorenteam van ACC dat van 1948 tot 1954 zes keer op rij cricketkampioen van Nederland werd. Wim Feldmann speelde in 1953 twee interlands.  
Vanaf het seizoen 1949/50 voetbalde hij in het eerste elftal van de Amsterdamse tweedeklasser AFC. Hij werd jeugdinternational en droeg in 1950 twee keer het Oranje-shirt.
Een jaar na de invoering van het beroepsvoetbal in Nederland werd hij profvoetballer bij SC Enschede. Hij stopte met het spelen van cricket en bleef twee seizoenen in Enschede.  
Medio 1957 keerde hij terug naar Amsterdam. 
Van 1957 tot 1959 kwam hij uit voor Ajax waar hij samenspeelde met zijn broer Donald. 
Hij was op 20 november 1957 van de partij in de allereerste Europese wedstrijd van Ajax ooit. De uitwedstrijd tegen SC Wismut Karl-Marx-Stadt in Oost-Duitsland werd met 1-3 gewonnen.
In zijn laatste seizoen 1958/59 kwam hij nog tot acht optredens in de competitie en hij stopte op 28-jarige leeftijd als voetballer. Hij pakte direct weer de cricketsport op die hij tot 1987 beoefende. Hij was lid van verdienste van ACC.
Hij overleed in 2016 op 85-jarige leeftijd. De afscheidsdienst vond plaats in Crematorium Zorgvlied in Amsterdam.

## Carrièrestatistieken
| Seizoen | Club        | Land      | Competitie    | Competitie | Competitie | Beker | Beker | Internationaal | Internationaal | Overig | Overig | Totaal | Totaal |
| Seizoen | Club        | Land      | Competitie    | Wed.       | Dlp.       | Wed.  | Dlp.  | Wed.           | Dlp.           | Wed.   | Dlp.   | Wed.   | Dlp.   |
| ------- | ----------- | --------- | ------------- | ---------- | ---------- | ----- | ----- | -------------- | -------------- | ------ | ------ | ------ | ------ |
| 1955/56 | SC Enschede | Nederland | Hoofdklasse B | 34         | 2          | –     | –     | 0              | 0              | 1      | 0      | 35     | 2      |
| 1956/57 | SC Enschede | Nederland | Eredivisie    | 33         | 1          | –     | 0     | 0              | 0              | 0      | 0      | 33     | 1      |
| 1957/58 | Ajax        | Nederland | Eredivisie    | 25         | 1          | –     | 0     | 4              | 0              | 0      | 0      | 29     | 1      |
| 1958/59 | Ajax        | Nederland | Eredivisie    | 8          | 1          | –     | 0     | 0              | 0              | 0      | 0      | 8      | 1      |
| Totaal  | Totaal      | Totaal    | Totaal        | 100        | 5          | –     | 0     | 4              | 0              | 1      | 0      | 105    | 5      |